# (33298) 1998 KY44
1998 KY44 (asteroide 33298) é um asteroide da cintura principal. Possui uma excentricidade de 0.04112630 e uma inclinação de 11.67163º.
Este asteroide foi descoberto no dia 22 de maio de 1998 por LINEAR em Socorro.